# Mega (jeu de rôle)
Pour les articles homonymes, voir Mega.
Mega est un jeu de rôle sur table créé par Michel Brassinne et Didier Guiserix en 1984. Il met en scène des « messagers galactiques » (dont l'acronyme est Mega) chargés de résoudre différentes missions dans un monde constitué d'univers parallèles. Son système de règles est pensé comme "un système universel", adaptable à tout type d'univers. Le jeu a connu plusieurs éditions, la dernière en date parue en 2018.

## Historique
La première édition de Mega en 1984, comme hors-série no 1 (février-mars) du magazine Jeux et Stratégie, en faisait le premier jeu de rôle facilement accessible en France, tant au niveau du prix (25 FF) que de la disponibilité (vendu dans les kiosques à journaux, à une époque où les jeux de rôle ne se trouvaient que dans les boutiques spécialisées de quelques grandes villes françaises). Le jeu était particulièrement destiné aux néophytes et les règles relativement simples (comparées à celles d'autres jeux de rôle de l'époque). Cette version se vend à 60 000 exemplaires.
La promotion du jeu a également eu un caractère novateur. Une série d'émissions télévisées (FR3) mettait en scène un groupe de joueurs investis dans le scénario Cauchemar en bleu à Mortepierre (publié dans la deuxième édition). On les voyait successivement en tant que joueurs autour de leur table, et en tant que leurs personnages-joueurs dans l'univers du scénario (un petit village de campagne où sévissaient des petits monstres bleus en forme de boule de poils sur pattes…), dans une sorte de reconstitution grandeur-nature, avec des effets spéciaux (pour les « petits bleus ») de niveau acceptable aux égards de la production. Ce furent probablement les premières (et rares) émissions TV francophones consacrées au jeu de rôle.[réf. nécessaire]
Mega 2, la deuxième édition en 1986, toujours comme hors-série de Jeux & Stratégie (30 FF), reprenait les règles et l'univers du premier, mais en corrigeant certains aspects. C'est l'édition qui a eu le plus de succès dans la communauté francophone.
Mega III, troisième édition en 1992 comme hors-série du magazine Casus Belli, s'adressait plus à des joueurs déjà expérimentés. Elle fut rééditée l'année suivante par Jeux Descartes sous la forme d'un livre à couverture rigide contenant en plus une campagne, Le Voleur d'Ygol.
Plusieurs versions ont ensuite été publiées sur Internet. La version IV, distribuée gratuitement, a été initiée par Grégory Molle et distribué en 2004 par le site Comega (hébergé par le laboratoire Théorie des circuits et traitement du signal de l'université de Mons).
En 2016, l'éditeur 500 Nuances de geek lance le projet Vega (veilleurs galactique), un hommage propulsé par l'Apocalypse.
Une nouvelle version, Mega, le 5e paradigme, est prévue initialement pour 2017 aux éditions Leha,,. Un kit de découverte, Micro*Mega, est proposé à la vente lors de conventions,. Le jeu sort finalement en octobre 2018. Le jeu paraît finalement en octobre 2018 sous le titre MEGA 5e Paradigme.

## Univers de jeu
Il y a vingt mille ans, des habitants de la planète Norjane trouvèrent comment entrer dans l'Intercontinuum qui sépare les univers, au moyen de tétraèdres qui fonctionnent comme des portes. Ils explorèrent ainsi des versions parallèles de Norjane, puis grâce aux points de transit, participèrent à l'essor de Norjane vers d'autres planètes, dans notre univers, appelé QF1-0001, ou dans d'autres univers appelés QF1-0002, QF1-0003, etc. (on en connaît autour de 15 000 à ce jour). Constitués en Guilde des Messagers galactiques (Mega), librement inspirés des Jedis de Star Wars ou des moines shaolins, ils promurent la création de l'Assemblée galactique ou AG, sorte de supergouvernement fédéral, à laquelle la Guilde participe ou s'oppose subversivement selon ses choix éthiques.
La Terre est une planète extérieure à l'AG, mais placée sous la surveillance de cette dernière qui veille à ce que la civilisation galactique ne vienne pas tuer la créativité terrienne. En effet, plusieurs phases de récession ont enseigné aux dirigeants galactiques qu'il fallait garder des peuples « neufs » pour revivifier leur communauté.
Les Mega, issus de la Terre et d'autres planètes, veillent à l'équilibre de l'AG, menacé par des tyrans, des pirates et toutes sortes de dangers. Ils sont aussi en contact avec les autres univers, où ils ont parfois créé des guildes « filles », et réparent les brèches qui peuvent les déstabiliser. Il arrive par exemple, qu'un habitant d'un univers passe dans un autre et y acquière des pouvoirs psi. Devenu surpuissant, il doit être évacué avant de détruire la culture locale. Les Mega sont aidés par les Veilleurs, race de gigantesques « baleines-rascasses » qui vivent entre les univers et perçoivent aisément les perturbations.
La Guilde a son siège au Sanctuaire, grande pyramide bâtie sur les hauts plateaux de Norjane. Là, les Vieux de la Guilde coordonnent l'activité des majors qui eux-mêmes, affectent les Mega à leurs missions (il s'agit d'un clin d'œil non dissimulé au major Fatal de Moebius, héros du Monde du Garage hermétique).
Les Mega sont souvent des psions et des magiciens (même si la magie fonctionne mal dans QF-1). Ils reçoivent tous une formation qui leur permet de pratiquer le « transit » par les tétraèdres, une forme de téléportation, et le « transfert », sorte de possession du corps d'autrui.